# Nomada curvispinosa
Nomada curvispinosa är en biart som beskrevs av Schwarz 1981. Nomada curvispinosa ingår i släktet gökbin, och familjen långtungebin. Inga underarter finns listade i Catalogue of Life.